# Sort-hvid vari
Den sort-hvide vari (Varecia variegata) er en halvabe i familien af ægte lemurer. Det er den mest truede af de to arter af varier, der begge lever endemisk på øen Madagaskar. Selvom udbredelsesområdet er større end den røde varis, lever den mere spredt og isoleret end denne. Bestanden er for nedadgående og blev i 2014 vurderet til at være faldet med mere end 80 % i løbet af 27 år. Sort-hvid vari betragtes derfor som kritisk truet af udryddelse.

## Beskrivelse
Sammen med den røde vari er sort-hvid vari den største nulevende art af de ægte lemurer. Den er mellem 100 til 120 cm i længden og vejer 3,1-4,1 kg. Det meste af tiden opholder den sig i trækronerne i regnskoven på den østlige side af Madagaskar. Den er kun aktiv om dagen, hvor den foretrækker at bevæge sig på alle fire ben i træerne og på jorden. Den kan hænge i en gren, mens den æder. Føden består hovedsageligt af frugt, men blomster og nektar er også højt yndet. Desuden ædes blade og frø.
Den sort-hvide vari har en kompleks social struktur og er kendt for sine høje, gennemtrængende kald. Den er usædvanlig på den måde, at den udviser flere træk der ellers er typiske for små nataktive lemurer, som for eksempel en kort drægtighedsperiode, store kuld og hurtig kønsmodning. I fangenskab kan den blive op til 36 år gammel.

### Hunlig dominans
Hos den sort-hvide vari ses det sjældne fænomen af hunlig dominans. Dette gælder både når føden ædes i gruppen og i øvrigt. Hunner vinder således de fleste konfrontationer med hanner. Det samme fænomen ses hos den røde vari og kattalemur. Hanner er ikke på noget tidspunkt i løbet af året mere aggressive end ellers.

## Underarter
Tre underarter anerkendes af sort-hvid vari siden den røde vari blev anerkendt som art i 2001:
- V. v. variegata (Kerr, 1792)
- V. v. editorum (Osman Hill, 1953)
- V. v. subcincta (A. Smith, 1833)